# Andreas Vindheim
Andreas Aalen Vindheim (Bergen, 4 agosto 1995) è un calciatore norvegese, difensore dell'Åsane.

## Biografia
È il figlio di Rune Vindheim, ex calciatore professionista.

## Carriera

### Club
Vindheim è entrato nelle giovanili del Brann nel 2009. Ha esordito in prima squadra il 1º maggio 2012, in una sfida valida per il primo turno del Norgesmesterskapet: è stato schierato titolare nella vittoria per 1-2 sul campo del Bjarg. Il 14 dicembre 2013 ha firmato il primo contratto professionistico con il Brann ed è stato aggregato definitivamente alla prima squadra. Il giocatore ha scelto la maglia numero 21.
Il 4 maggio è arrivato il suo debuttò nell'Eliteserien: è stato schierato titolare nel pareggio per 1-1 sul campo dello Start. Il 10 maggio ha realizzato la prima rete nella massima divisione locale, sancendo il successo per 0-1 in casa dell'Aalesund. A fine stagione, il Brann è retrocesso nella 1. divisjon.
Il 17 ottobre 2014, il suo nome è stato inserito tra i candidati per la vittoria del premio Kniksen per il miglior giovane del campionato. Il riconoscimento è andato però a Martin Ødegaard.
L'11 marzo 2015 è stato ufficialmente ingaggiato dagli svedesi del Malmö FF, a cui si è legato con un contratto quadriennale: ha scelto la maglia numero 26. In circa quattro stagioni e mezzo, ha collezionato 55 presenze e segnato due reti.
Il 21 maggio 2019 è stato reso noto l'acquisto a titolo definitivo di Vindheim – avvenuto a tutti gli effetti alla riapertura del mercato estivo – da parte dello Sparta Praga.
Il 21 febbraio 2023, Vindheim ha fatto ritorno in Norvegia per giocare nel Lillestrøm, con la formula del prestito.
Il 27 marzo 2025 ha firmato un contratto annuale con l'Åsane.

### Nazionale
Il 25 agosto 2014, è stato convocato dal commissario tecnico della Nazionale Under-21 norvegese Leif Gunnar Smerud in vista della partita contro il Portogallo under 21. Il 4 settembre, allora, ha sostituito Jonas Svensson nella sfida persa per 1-2 contro la formazione lusitana.

## Statistiche

### Presenze e reti nei club
Statistiche aggiornate al 27 marzo 2025.
| Stagione            | Club                | Campionato          | Campionato | Campionato | Coppe nazionali | Coppe nazionali | Coppe nazionali | Coppe continentali | Coppe continentali | Coppe continentali | Supercoppe | Supercoppe | Supercoppe | Totale | Totale |
| Stagione            | Club                | Comp                | Pres       | Reti       | Comp            | Pres            | Reti            | Comp               | Pres               | Reti               | Comp       | Pres       | Reti       | Pres   | Reti   |
| ------------------- | ------------------- | ------------------- | ---------- | ---------- | --------------- | --------------- | --------------- | ------------------ | ------------------ | ------------------ | ---------- | ---------- | ---------- | ------ | ------ |
| 2012                | Brann               | ES                  | 0          | 0          | CN              | 1               | 0               | -                  | -                  | -                  | -          | -          | -          | 1      | 0      |
| 2013                | Brann               | ES                  | 0          | 0          | CN              | 1               | 0               | -                  | -                  | -                  | -          | -          | -          | 1      | 0      |
| 2014                | Brann               | ES                  | 22+1       | 2+0        | CN              | 4               | 1               | -                  | -                  | -                  | -          | -          | -          | 27     | 3      |
| Totale Brann        | Totale Brann        | Totale Brann        | 22+1       | 2+0        |                 | 10              | 2               |                    | -                  | -                  |            | -          | -          | 33     | 4      |
| 2015                | Malmö FF            | A                   | 10         | 0          | CS              | 0               | 0               | UCL                | 1                  | 0                  | -          | -          | -          | 11     | 0      |
| 2016                | Malmö FF            | A                   | 6          | 0          | CS              | 0               | 0               | -                  | -                  | -                  | -          | -          | -          | 6      | 0      |
| 2017                | Malmö FF            | A                   | 19         | 1          | CS              | 4               | 0               | UCL                | 0                  | 0                  | -          | -          | -          | 23     | 1      |
| 2018                | Malmö FF            | A                   | 10         | 1          | CS              | 1               | 0               | UCL+UEL            | 3+10               | 0+1                | -          | -          | -          | 24     | 2      |
| gen.-giu. 2019      | Malmö FF            | A                   | 10         | 0          | CS              | -               | -               | UEL                | -                  | -                  | -          | -          | -          | 10     | 0      |
| Totale Malmö FF     | Totale Malmö FF     | Totale Malmö FF     | 55         | 2          |                 | 5               | 0               |                    | 14                 | 1                  |            | -          | -          | 74     | 3      |
| 2019-2020           | Sparta Praga        | 1L                  | 17+4       | 2+0        | CRC             | 4               | 0               | -                  | -                  | -                  | -          | -          | -          | 25     | 2      |
| 2020-2021           | Sparta Praga        | 1L                  | 17         | 1          | CRC             | 0               | 0               | UEL                | 5                  | 0                  | -          | -          | -          | 22     | 1      |
| 2021-gen. 2022      | Sparta Praga        | 1L                  | 6          | 0          | CRC             | 2               | 0               | UCL+UEL            | 2+3                | 0                  | -          | -          | -          | 13     | 0      |
| gen.-giu. 2022      | Schalke 04          | 2L                  | 7          | 1          | CG              | -               | -               | -                  | -                  | -                  | -          | -          | -          | 7      | 1      |
| 2022-feb. 2023      | Sparta Praga        | 1L                  | 0          | 0          | CRC             | 0               | 0               | UCL                | 0                  | 0                  | -          | -          | -          | 0      | 0      |
| feb.-giu. 2023      | Lillestrøm          | ES                  | 1          | 0          | CN+CN           | 1+1             | 0               | -                  | -                  | -                  | -          | -          | -          | 3      | 0      |
| set.-dic. 2023      | Teplice             | 1L                  | 0          | 0          | CRC             | 0               | 0               | -                  | -                  | -                  | -          | -          | -          | 0      | 0      |
| gen.-giu. 2024      | Sparta Praga        | 1L                  | 0          | 0          | CRC             | 0               | 0               | UEL                | 0                  | 0                  | -          | -          | -          | 0      | 0      |
| Totale Sparta Praga | Totale Sparta Praga | Totale Sparta Praga | 40+4       | 3+0        |                 | 6               | 0               |                    | 10                 | 0                  |            | -          | -          | 60     | 3      |
| 2025                | Åsane               | 1D                  | 0          | 0          | CN              | 0               | 0               | -                  | -                  | -                  | -          | -          | -          | 0      | 0      |
| Totale              | Totale              | Totale              | 125+5      | 8+0        |                 | 23              | 2               |                    | 24                 | 1                  |            | -          | -          | 177    | 11     |

### Cronologia presenze e reti in nazionale
| Cronologia completa delle presenze e delle reti in nazionale ― Norvegia | Cronologia completa delle presenze e delle reti in nazionale ― Norvegia | Cronologia completa delle presenze e delle reti in nazionale ― Norvegia | Cronologia completa delle presenze e delle reti in nazionale ― Norvegia | Cronologia completa delle presenze e delle reti in nazionale ― Norvegia | Cronologia completa delle presenze e delle reti in nazionale ― Norvegia | Cronologia completa delle presenze e delle reti in nazionale ― Norvegia | Cronologia completa delle presenze e delle reti in nazionale ― Norvegia |
| Data                                                                    | Città                                                                   | In casa                                                                 | Risultato                                                               | Ospiti                                                                  | Competizione                                                            | Reti                                                                    | Note                                                                    |
| ----------------------------------------------------------------------- | ----------------------------------------------------------------------- | ----------------------------------------------------------------------- | ----------------------------------------------------------------------- | ----------------------------------------------------------------------- | ----------------------------------------------------------------------- | ----------------------------------------------------------------------- | ----------------------------------------------------------------------- |
| 18-11-2020                                                              | Vienna                                                                  | Austria                                                                 | 1 – 1                                                                   | Norvegia                                                                | UEFA Nations League 2020-2021 - 1º turno                                | -                                                                       | 86’                                                                     |
| Totale                                                                  |                                                                         | Presenze                                                                | 1                                                                       |                                                                         | Reti                                                                    | 0                                                                       |                                                                         |

## Palmarès

### Club

#### Competizioni nazionali
- Campionato svedese: 2

Malmö FF: 2016, 2017
- Coppa della Repubblica Ceca: 1

Sparta Praga: 2019-2020